# Phosphor
Phosphor (ang. Fosfor) – pierwszy studyjny album grupy Unheilig, który wydany został w 2000.

## Lista utworów
1. Die Macht - 4:05
2. Willenlos - 3:51
3. Ikarus - 3:25
4. Sage Ja! - 4:03
5. Armageddon - 4:02
6. My Bride Has Gone - 3:51
7. Komm zu mir - 3:58
8. Close Your Eyes - 4:03
9. The Bad and the Beautiful - 4:04
10. Discover the World - 3:41
11. Skin - 3:36
12. Stark - 8:37